# 東武不動産
東武不動産株式会社（とうぶふどうさん）は、東京都墨田区に本社を置く日本の不動産会社である。東武グループのひとつであり、東武グループ唯一の不動産専門会社として、不動産仲介や駐車場・駐輪場の運営管理業務を行っている。
東武不動産の名称は、中央商工株式会社が東武グループ入りして1968年に商号変更した初代、東武住宅販売株式会社が1997年に商号変更した二代、そして2018年の東武グループ再編時に設立した三代と、同一のグループ内ではあるが3つの異なる会社が存在する（した）。 

## 概要
三代となる現在の東武不動産は、2009年に東武プロパティーズ株式会社として発足後、東武グループ内での不動産事業の統合・集約化により、2018年2月に東武グループ唯一の不動産専門会社として商号変更している。
2018年には、東武グループのステークホルダーに事業内容から合致していて、より分かりやすく、より愛される会社を目指して、改めて同名に商号変更を行った。 
東武グループでは、旧来から東武鉄道が不動産流通事業・賃貸事業を担っており、その東武鉄道が100％出資する形で事業を運営する企業である。
そのため、同社の不動産事業は東武鉄道と密接な連携を保ち、その基盤から東武沿線をはじめとする首都圏を中心としたエリアで、不動産情報の提供や不動産・財産活用の企画提案などを行っている。  

### 沿革
初代
- 1946年 - 中央商工株式会社設立
- 1962年 - 東武グループ傘下に入る。
- 1968年 - 東武不動産株式会社（初代）へ商号変更した。
- 1993年 - 株式会社東武百貨店に吸収される形で合併し、社名を変更した。

二代
- 1989年 - 東武住宅販売株式会社設立
- 1997年 - 東武不動産株式会社（二代）に商号変更した。
- 2001年 - ユニ東武クラブ株式会社解散、資産譲渡を受ける形で吸収した。
- 2010年 - 東武ランドシステム株式会社と合併し、商号を変更した。

三代
- 2009年10月 - 東武プロパティーズ株式会社設立
- 2009年10月 - 東武ランドシステム株式会社から中古物件の仲介及び賃貸事業を譲渡される。
- 2018年 - 現在の東武不動産株式会社（三代）へ社名を変更。

## 事業所
- 本社（東京都墨田区）
- 銀座オフィス（東京都中央区）
- 大宮事業室（埼玉県さいたま市）
- 柏事業室（千葉県柏市）

## 主な事業
- 東武団地 - 高度経済成長期に初代の東武不動産含む東武グループが埼玉県草加市、幸手市、春日部市、千葉県野田市ほか開発したもの。
- 開発事業（2020年-） - ミュプレ住吉（2022年完成）
- リイカス事業（2021年-） - リイカスとは「Real Estate（不動産）」を「Re（再び）」「活かす！」の単語を合わせた造語のフレーズで、同事業は東武団地など誕生から30～40年が経過した住宅団地を再生・活用して、新たに住宅を建設・分譲し、生活インフラの再整備などを行っている。